# Spilosoma malatiana
Spilosoma malatiana är en fjärilsart som beskrevs av Hanan Bytinski-salz 1936. Spilosoma malatiana ingår i släktet Spilosoma och familjen björnspinnare. Inga underarter finns listade i Catalogue of Life.